# Code Orange
Code Orange (voorheen Code Orange Kids) is een Amerikaanse hardcore punkband die werd opgericht in 2008 in Pittsburgh, Pennsylvania. De band tekende bij Deathwish Inc. voor hun eerste twee studioalbums Love Is Love/Return to Dust, uitgebracht in 2012 en I Am King in 2014. Hun derde album Forever werd in 2017 uitgebracht via Roadrunner Records en hun nieuwste album Underneath in maart 2020. In 2012 vormden vier leden van de band - Reba Meyers, Jami Morgan, Joe Goldman en Dominic Landolina - de rockband Adventures, maar deze band stopte in 2016.

## Bezetting
Huidige bezetting
- Eric 'Shade' Balderose (gitaar, achtergrondzang, leadzang (2008-heden); keyboards, programmering, e-percussie (2016–heden))
- Reba Meyers (basgitaar, 2008–2011; gitaar, leadzang, achtergrondzang (2011-heden))
- Jami Morgan (leadzang, drums, percussie, 2008–heden)
- Joe Goldman (basgitaar, 2011–heden)
- Dominic Landolina (gitaar, 2017–heden)

Sessieleden
- Ethan Young (drums, percussie, 2020–present)

Voormalige leden
- Greg Kern (gitaar, 2008–2010)
- Bob Rizzo (gitaar, 2010–2011)

## Geschiedenis

### Formatie en vroege jaren (2008-2012)
De band werd in 2008 opgericht onder de naam Code Orange Kids in Pittsburgh, Pennsylvania. Ze begonnen met het spelen van echte rechttoe rechtaan punk, maar zouden met hun muziek uiteindelijk een zwaardere richting kiezen met de introductie van het nieuwe lid Bob Rizzo, die leden van de band ontmoette tijdens een lokale show. Begin 2012 beschreef de band zichzelf als "intens, schurende" hardcore punk vergelijkbaar met Black Flag, Converge en Integrity. De band vond het in hun begindagen wat moeilijk om te toeren. Omdat alle leden naar verschillende middelbare scholen in Pennsylvania gingen, waren ze niet oud genoeg om in sommige clubs te spelen en konden ze alleen tussen semesters toeren. Desondanks opende Code Orange Kids voor bands als The Misfits, The Bronx, Nekromantix en Anti-Flag. Vroege, in eigen beheer uitgegeven publicaties van Code Orange Kids waren onder meer Winter Tour Demo uit 2009, Demo 2010 en Embrace Me/Erase Me uit 2011. Code Orange Kids bracht in 2011 de ep Cycles uit via Mayfly Records.
Code Orange Kids kondigde aan dat ze in januari 2012 bij Deathwish Inc. hadden getekend. Op het moment van ondertekening was de gemiddelde leeftijd van de bandleden 18 jaar. In april 2012 bracht de band de split ep Full of Hell uit via Topshelf Records. Een door Max Moore geregisseerde videoclip voor het nummer V (My Body Is A Well) van de ep werd ook uitgebracht. Code Orange Kids toerde in april 2012 door Noord-Amerika met Touché Amoré, Defeater en Birds in Row en toerde door Europa in juli 2012.

### Love Is Love/Return to Dust(2012–2013)
Code Orange Kids bracht hun debuutalbum Love Is Love/Return to Dust uit in oktober 2012 via Deathwish. Het album werd in juni 2012 opgenomen met Kurt Ballou van Converge in zijn eigen GodCity-studio. Het uitbrengen van het album werd voorafgegaan door een muziek video voor het nummer Flowermouth (The Leech) in oktober 2012.
De band begon met toeren ter ondersteuning van Love Is Love/Return to Dust met een korte Canadese tournee met Bane in oktober 2012, gevolgd door een Noord-Amerikaanse tournee met Gaza en Full of Hell van november tot december 2012. Tijdens deze tournee werd de band beroofd van meer dan $ 10.000 aan bezittingen in New Orleans, Louisiana. In februari/maart 2013 toerde Code Orange Kids door de Verenigde Staten met H2O en Terror, met Circle Takes the Square en Full of Hell in Europa in juli/augustus 2013, met Terror en Fucked Up in Noord-Amerika in oktober 2013 en met Every Time I Die en Letlive in november/december 2013.

### Naamswijziging enI Am King(2014–2015)
De opname voor het tweede studioalbum van Code Orange Kids begon in februari 2014 met Kurt Ballou. Over het geluid van het nieuwe album zei Morgan dat het een heel nieuw tijdperk voor onze band zou betekenen, en dat het anders is. Veel van de zwaardere delen zijn zwaarder en soms duidelijker. Veel van de vreemde delen zijn vreemder en een beetje meer asociaal. Dingen gaan veel beter samen. Op 5 juni 2014 kondigde de band aan dat ze haar naam veranderden van Code Orange Kids in Code Orange en brengt op 2 september 2014 zijn tweede album I Am King uit. Drie maanden voor het uitbrengen van het album bracht de band in juni 2014 een videoclip uit voor het titelnummer I Am King, gevolgd door een online stream van My World in juli 2014 en een muziekvideo voor Dreams in Inertia in augustus 2014. Code Orange's eerste tournee ter ondersteuning van I Am King was een zesdaagse stint met Killswitch Engage rond de deelname van de band aan This is Hardcore Festival 2014 in juli/augustus 2014, gevolgd door een Noord-Amerikaanse co-headliner-tournee met Twitching Tongues in september en oktober. Ze verschenen ook op het Mayhem Festival van 2015 en toerden van juni tot augustus door de Verenigde Staten.

### Forever(2016–2019)
In april 2016 tekende Code Orange een contract bij Roadrunner Records voor hun derde studioalbum, voorlopig gepland voor eind 2016. In de aanloop naar het uitbrengen van het nieuwe album toerde de band in mei 2016 met Deftones door de Verenigde Staten en voerde sporadische festivaldata halverwege het jaar uit, inclusief This Is Hardcore in augustus. In oktober 2016 bracht de band de nieuwe single Forever uit. Het bleek het titelnummer te zijn van hun derde album Forever, dat vervolgens begin 2017 uitkwam. Twee andere promotionele singles Kill the Creator en Bleeding in the Blur werden uitgebracht in januari 2017, voorafgaand aan de officiële publicatiedatum van het album op 13 januari. Ter ondersteuning van het album begon de band te toeren als een vijftal. Dominic Landolina - die naast Meyers, Morgan en Goldman ook leadgitaar speelde bij de Adventures - werd binnengehaald als touringgitarist. Hij was te zien in de videoclip van de band voor Bleeding in the Blur, waardoor hij officieel een fulltime lid van de band werd.
In augustus 2017 werd Bleeding in the Blur aangekondigd als een van de officiële themaliedjes voor het evenement NXT TakeOver: Brooklyn III. Tijdens het evenement, gehouden in het Barclays Center in Brooklyn (New York), was Code Orange de eerste band die ooit live speelde tijdens een NXT-show. Ze openden het evenement met een uitvoering van Bleeding in the Blur, voordat ze later een liveversie van Aleister Blacks entreemuziek Root of All Evil uitvoerden met Incendiary-zanger Brendan Garrone, die op de oorspronkelijke versie van het nummer verschijnt. De band speelde Black to the ring voor zijn partij met Hideo Itami. Op 28 en 29 december ondersteunden Code Orange en Daughters de mathcore-band The Dillinger Escape Plan tijdens hun laatste twee shows. Hun optreden kwam tot stand, nadat Morgan bevriend raakte met Dillinger-frontman Greg Puciato, die hen uitnodigde voor deze uitvoeringen.
Code Orange bracht op 8 februari 2018 de nieuwe single Only One Way uit via het Adult Swim singles-programma. Ze volgden het met een remix van gitarist Eric 'Shade' Balderose genaamd only1 (the hard way). Op 21 juni 2018 bracht de band de ep The Hurt Will Go On uit met drie nummers. Naast de remix van Hurt Goes On bevatte de ep ook de twee gloednieuwe nummers 3 Knives en The Hunt, met gastvocalist Corey Taylor van Slipknot en Stone Sour. Tijdens pay-per-view SummerSlam van WWE in augustus 2019, ging professionele worstelaar Bray Wyatt, terwijl hij in zijn Fiend-persona was, in première met nieuwe toegangsmuziek, uitgevoerd door Code Orange. Het nummer Let Me In is een nieuwe voorstelling van het nummer Live in Fear van Mark Crozer, het oude thema van Wyatt voordat het in november 2018 de WWE-programmering verliet en een nieuwe versie van zijn personage creëerde.

### Underneath(2020–heden)
Op 10 januari 2020 bracht de band een videoclip uit voor Underneath, de eerste single van hun vierde album Underneath. Op 7 februari 2020 brachten ze een videoclip uit voor hun tweede single Swallowing the Rabbit Whole. Op 9 maart 2020 bracht de band de derde single uit van de plaat Sulphur Surrounding. Het volledige album werd uitgebracht op 13 maart 2020. Op 14 maart 2020 voerde Code Orange vanwege de COVID-19-pandemie een live gestreamd album uit in een lege zaal op Twitch. De voorstelling vond plaats in het Roxian Theater en heette Last Ones Left: In Fear of the End. De voorstelling werd later officieel uitgebracht op YouTube. Producent en muzikant Chris Vrenna hielp Eric Balderose met de elektronica, de opstelling van de vele productielagen en het gebruik van witte ruis voor het album. Het album was het eerste album van de band dat werd geproduceerd door Nick Raskulinecz. Het album werd ook geproduceerd door Jami Morgan en mede geproduceerd door Will Yip. Yip hielp ook bij het produceren van het vorige album van de band. Kort na de publicatie van hun vierde album stopte Jami met drummen bij liveshows om zich uitsluitend op zang te concentreren. Ethan Young is in maart 2020 onthuld als de touring-drummer van de band
Op 7 juni 2020 trad de band op tijdens NXT TakeOver: In Your House 2020 op Full Sail University. Op 4 september 2020 bracht de band het live-album Under the Skin uit. Het album bevatte akoestische vertolkingen van nummers uit de discografie van de band, evenals een cover van Down in a Hole van Alice In Chains.
In november 2020 werd de band genomineerd voor hun tweede Grammy Award. De band kreeg een nominatie in de categorie «Best Metal Performance» voor het nummer Underneath. Ze zouden uiteindelijk de Grammy verliezen aan Body Count.
Op 23 januari 2021 ging een geanimeerde motion-capture video in première voor het nummer Autumn and Carbine op Toonami voor volwassenen. De video werd geregisseerd door Eric Balderose en Jami Morgan en maakte gebruik van motion-capture om 3D-modellen van de bandleden zelf te maken.

## Stijl en invloeden
Code Orange wordt beschouwd als metalcore, hardcore punk, industriële hardcore, metallic hardcore, beatdown hardcore, sludge metal, posthardcore en nu metal. Sinds de oprichting is de punkstijl van de band geleidelijk aan meer schurend en door heavy metal beïnvloed geworden en is het metalcore-circuit binnengekomen door de publicatie van hun debuutalbum Love Is Love/Return to Dust uit 2012. In een recensie van hun tweede album I Am King uit 2014 plaatste Ryan Bray van Consequence of Sound hen in de American metalcore underground en merkte op dat hun muziek opviel door invloeden te vertonen, niet alleen van hardcore en metal, maar ook van indierock, post-punk en shoegaze. In 2015 vierde Brian Leak van Alternative Press Code Orange als zijnde aan de top van hun spel, om nog maar te zwijgen van het hardcore circuit. Verwijzend naar hun derde album Forever uit 2017, beschreef Lars Gotrich van All Songs Considered hun stijl als nachtmerrieachtige chaotische hardcore, waarin staat dat er altijd een experimentele onderbouwing is geweest voor Code Orange, dat speelt met ruis en melodie (en wat grunge uit de jaren 1990). De band heeft ook elementen van elektronica, industrial, groove metal en hiphop gebruikt. Ze noemen Hatebreed, Converge, Pantera, Nine Inch Nails, Earth Crisis, Minor Threat en Black Flag als invloeden.

## Onderscheidingen
Loudwire Music Awards
- 2017:	Forever	«Metal Album of the Year» (nominatie)

Grammy Awards
- 2018:	Forever	«Best Metal Performance» (nominatie)

Golden Gods Awards
- 2018:	Code Orange «Breakthrough» (gewonnen)

Kerrang! Awards
- 2018:	Code Orange «Best International Breakthrough» (gewonnen)

## Discografie

### Studioalbums
- 2012: Love Is Love/Return to Dust
- 2014: I Am King
- 2017: Forever
- 2020: Underneath

### Ep's
- 2011: Embrace Me/Erase Me (Upper Hand Records)
- 2011: Cycles (Mayfly)
- 2018: The Hurt Will Go On (Roadrunner Records)

### Verdere publicaties
- 2008: Code Orange Kids (cd, ep, Boat Records)
- 2009: Winter Tour Demo (cd, ep, Boat Records)
- 2010: Demo 2010 (cassette, Upper Hand)
- 2012: Full of Hell/Code Orange Kids (vinyl, 7", lp, ep, Topshelf Records) - Split met: Full Of Hell
- 2013: Tigers Jaw/The World Is a Beautiful Place & I Am No Longer Afraid to Die/Code Orange Kids/Self Defense Family (7", Topshelf Records) - Split met: Tigers Jaw, The World Is a Beautiful Place & I Am No Longer Afraid to Die and Self Defense Family

### Muziekvideo's
- 2012: V (My Body Is a Well)
- 2012: Flowermouth (The Leech)
- 2014: I Am King
- 2014: Dreams in Inertia
- 2016: Forever
- 2016: Kill the Creator
- 2017: Bleeding in the Blur
- 2017: The Mud
- 2020: Underneath
- 2020: Swallowing the Rabbit Whole
- 2020: Sulfur Surrounding